# 12562 Briangrazer
12562 Briangrazer è un asteroide della fascia principale. Scoperto nel 1998, presenta un'orbita caratterizzata da un semiasse maggiore pari a 3,1603164 UA e da un'eccentricità di 0,0937919, inclinata di 12,53999° rispetto all'eclittica.